# Mladen Naletilić
Mladen Naletilić Tuta (1. prosince 1946 – 17. prosince 2021) byl bosenskochorvatský polovojenský velitel „praporu odsouzenců“ Chorvatské rady obrany (HVO). Mezinárodním trestním tribunálem (ICTY) byl odsouzen za válečné zločiny.

## Život
Mladen Naletilić se narodil v Širokém Brijegu v Bosně a Hercegovině. V mládí odešel do západního Německa v rámci jugoslávského programu dočasné práce v zahraničí přes chorvatskou emigrační agenturu „Spojení Chorvati Německa“. Provozoval kasino v Singenu a podle Miroslava Tuđmana byl také pasákem.
Spolupracoval s německou zpravodajskou službou Bundesnachrichtendienst a bulharským výborem pro státní bezpečnost.
V roce 1990 se vrátil do Chorvatska a v roce 1991 založil dobrovolnickou jednotku a pojmenoval ji „Prapor odsouzenců“ (chorvatsky Kažnjenička bojna). V roce 1992, kdy začala bosenská válka, byl „prapor odsouzenců“ přesunut z Širokého Brijegu (dříve Lištica) a působil v Hercegovině. Mezi členy jednotky patřili zahraniční dobrovolníci jako Němci, Britové, Francouzi, Švédové, Paraguayci a Argentinci.
V rámci Chorvatské rady obrany ("prapor odsouzenců") bojoval proti Jugoslávské lidové armádě (JNA) a armádě Republiky srbské (VRS). Byl velitelem jeho jednotky pod vedením generála Ivana Andabaka. Byl blízkým přítelem tehdejšího chorvatského ministra obrany Gojko Šušaka. 2. srpna 1992 Naletilić nařídil své jednotce zabít Blaže Kraljeviće, generála chorvatských obranných sil a generála Armády Republiky Bosna a Hercegovina (ARBiH), spolu s osmi Kraljevićovými podřízenými. Naletilić odměnil dvacet mužů částkou 5 000 německých marek pro každého. Kraljević se postavil proti pokusům chorvatského prezidenta Franjo Tuđmana a jeho strany Chorvatské demokratické společenství (HDZ), stejně jako Mate Bobana a Radovana Karadžiće rozdělit Bosnu a Hercegovinu.
V roce 1993 se k Naletilićově jednotce připojil Jusuf Prazina. Byl jedním z organizátorů obrany Sarajeva a také zločincem. Když v roce 1992 vypukla chorvatsko-bosňácká válka, „prapor odsouzenců“ bojoval proti ARBiH v Jablanici, Doljani a Gornjim Vakufu. 17. dubna 1993 jeho jednotka zaútočila na vesnici Sovići a provedla násilný přesun Bosňáků. 9. května 1993 byli příslušníci „praporu odsouzenců“ zapojeni do obléhání východního Mostaru.
V listopadu 1993 se Naletilić dostal do osobního konfliktu s generálem Slobodanem Praljakem z HVO, a proto byl údajně nucen opustit svůj post náčelníka štábu HVO. V roce 1994 se Naletilić postavil proti příměří mezi Chorvaty a Bosňáky a také se postavil proti zrušení Chorvatské republiky Herceg-Bosna, neuznané entity Bosny a Hercegoviny, a hořce obvinil Gojko Šušaka a Franjo Tuđmana ze zrady.
Po skončení války odešel z armády. V roce 1997 byl zatčen a odsouzen za vraždu Roberta Nosiće, vojenského policisty a člena chorvatských obranných sil z Ljubuški. Naletilić strávil dva roky ve věznici Remetinec. Kvůli zdravotním problémům byl 14. listopadu 1999 převezen do Centra klinické nemocnice Záhřeb. V březnu 2000 byl Naletilić vydán ICTY v Haagu a usvědčen a odsouzen k 20 letům vězení za válečné zločiny během chorvatsko-bosňácké války. 24. dubna 2008 byl předán k výkonu trestu v Itálii. Byla mu započtena odkroucená doba od 18. října 1999. 29. listopadu 2012 mu bylo povoleno předčasné propuštění a Naletilić byl z vězení propuštěn 18. února 2013. Zemřel 17. prosince 2021 ve věku 75 let.